# Kępka Peyera

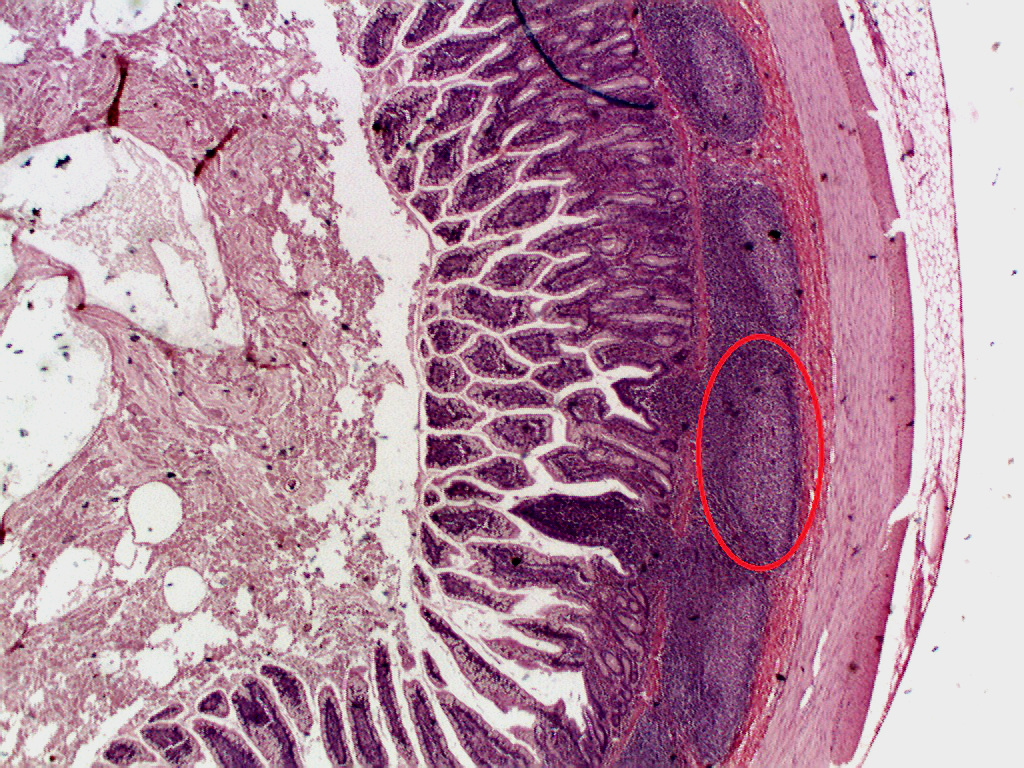
Kępki Peyera - obraz mikroskopowy

Kępki Peyera – stanowią część układu immunologicznego, związaną z błoną śluzową przewodu pokarmowego (GALT). Są to skupiska grudek limfatycznych skupionych znajdujących się w błonie śluzowej i podśluzowej jelita cienkiego (głównie w jelicie krętym) oraz jelicie grubym.
Kępki Peyera zawierają grudki limfatyczne, w których przeważają limfocyty B, w obszarach między grudkami występują przede wszystkim limfocyty T, a pokryte są one zewnętrzną warstwą komórek nabłonkowych zawierających wyspecjalizowane komórki M (ang. M cells lub microfold cells). Komórki M pobierają różne antygeny ze światła jelita (np. antygeny bakteryjne) i przekazują je leżącym głębiej komórkom: makrofagom i komórkom dendrytycznym, które prezentują antygeny limfocytom T.
Nazwa pochodzi od szwajcarskiego lekarza Johanna Conrada Peyera, który po raz pierwszy je opisał.

## Funkcja kępek Peyera
Kępki Peyera odgrywają rolę w:
- rozpoznawaniu i wytwarzaniu odpowiedzi immunologicznej na antygeny chorobotwórczych mikroorganizmów, które mogą pojawić się w tej części przewodu pokarmowego
- powstawaniu lokalnej tolerancji na antygeny pokarmów i mikroflory bakteryjnej